# Rajd Australii 2005
Rezultaty Rajdu Australii w 2005 roku, który odbył się w dniach 10-13 listopada:

## Klasyfikacja ostateczna
| lp. | zawodnik        | pilot             | samochód               | czas      | różnica  | grupa | pkt. |
| --- | --------------- | ----------------- | ---------------------- | --------- | -------- | ----- | ---- |
| 1   | François Duval  | Sven Smeets       | Citroën Xsara WRC      | 3:19.55,0 | 0.0      | A8 M  | 10   |
| 2.  | Harri Rovanperä | Risto Pietiläinen | Mitsubishi Lancer WRC  | 3:20.47,9 | +52,9    | A8 M  | 8    |
| 3.  | Manfred Stohl   | Ilka Minor        | Citroën Xsara WRC      | 3:21.28,0 | +1.33,0  | A8    | 6    |
| 4.  | Chris Atkinson  | Glenn MacNeall    | Subaru Impreza WRC     | 3:21.34,0 | +1.39,0  | A8 M  | 5    |
| 5.  | Gigi Galli      | Guido D’Amore     | Mitsubishi Lancer WRC  | 3:22.59,4 | +3.04,4  | A8 M  | 4    |
| 6.  | Roman Kresta    | Jan Tománek       | Ford Focus WRC         | 3:23.04,0 | +3.09,0  | A8 M  | 3    |
| 7.  | Daniel Solà     | Xavier Amigo      | Ford Focus WRC         | 3:26.12,4 | +6.17,4  | A8    | 2    |
| 8.  | Armin Schwarz   | Klaus Wicha       | Škoda Fabia WRC        | 3:27.59,3 | +8.04,3  | A8 M  | 1    |
| 9.  | Toshi Arai      | Tony Sircombe     | Subaru Impreza WRX STI | 3:35.38,2 | +15.43,2 | N4    |      |
| 10. | Mark Higgins    | Daniel Barritt    | Subaru Impreza WRX STI | 3:37.24,8 | +17.29,8 | N4    |      |

1. ↑  Litera M przy oznaczeniu grupy do której należy samochód oznacza, iż tylko ci kierowcy zdobywali punkty dla swoich zespołów liczonych w klasyfikacji producentów na koniec sezonu.

## Zwycięzcy odcinków specjalnych
| Numer | Nazwa                | Zwycięzca                     |
| ----- | -------------------- | ----------------------------- |
| OS1   | Perth City Super I   | P. SOLBERG / P. MILLS         |
| OS2   | Perth City Super II  | M. GRÖNHOLM / T. RAUTIAINEN   |
| OS3   | Murray North I       | C. ATKINSON / G. McNEALL      |
| OS4   | Murray South I       | C. ATKINSON / G. McNEALL      |
| OS5   | Turner Hill          | P. SOLBERG / P. MILLS         |
| OS6   | Murray North II      | P. SOLBERG / P. MILLS         |
| OS7   | Murray South II      | S. LOEB / D. ELENA            |
| OS8   | Beraking I           | S. LOEB / D. ELENA            |
| OS9   | Flynns I             | C. ATKINSON / G. McNEALL      |
| OS10  | Perth City Super III | C. ATKINSON / G. McNEALL      |
| OS11  | Perth City Super IV  | H. ROVANPERÄ / R. PIETILÄINEN |
| OS12  | Banister North I     | P. SOLBERG / P. MILLS         |
| OS13  | Bannister Central I  | H. ROVANPERÄ / R. PIETILÄINEN |
| OS14  | Bannister Loop       | H. ROVANPERÄ / R. PIETILÄINEN |
| OS15  | Bannister North II   | F. DUVAL / S. SMEETS          |
| OS16  | Bannister Central II | F. DUVAL / S. SMEETS          |
| OS17  | Beraking II          | C. ATKINSON / G. McNEALL      |
| OS18  | Flynns II            | C. ATKINSON / G. McNEALL      |
| OS19  | Perth City Super V   | H. ROVANPERÄ / R. PIETILÄINEN |
| OS20  | Perth City Super VI  | F. DUVAL / S. SMEETS          |
| OS21  | Atkins I             | C. ATKINSON / G. McNEALL      |
| OS22  | Helena North I       | F. DUVAL / S. SMEETS          |
| OS23  | Helena South I       | H. ROVANPERÄ / R. PIETILÄINEN |
| OS24  | Atkins II            | T. GARDEMEISTER / J. HONKANEN |
| OS25  | Helena North II      | C. ATKINSON / G. McNEALL      |
| OS26  | Helena South II      | R. KRESTA / J. TOMANEK        |

## Klasyfikacja końcowa sezonu 2005
Tabele przedstawiają tylko pięć pierwszych miejsc.

### Kierowcy
| Lp. | Kierowca          | Pkt |
| --- | ----------------- | --- |
| 1   | Sébastien Loeb    | 127 |
| 2   | Petter Solberg    | 71  |
| 3   | Marcus Grönholm   | 71  |
| 4   | Toni Gardemeister | 58  |
| 5   | Markko Märtin     | 53  |

### Producenci
| Lp. | Producent                | Pkt |
| --- | ------------------------ | --- |
| 1   | Citroën Total            | 188 |
| 2   | Malboro Peugeot Total    | 135 |
| 3   | BP Ford World Rally Team | 104 |
| 4   | Subaru World Rally Team  | 97  |
| 5   | Mitsubishi Motors        | 76  |